# Hubert Hafner
Hubert Hafner (* 18. Juli 1952 in Ichenhausen) ist ein deutscher Jurist und Kommunalpolitiker (CSU). Vom 1. Mai 1996 bis 30. April 2020 war er Landrat des schwäbischen Landkreises Günzburg. Hafner ist römisch-katholisch.

## Werdegang
Hafner studierte Rechtswissenschaften. Seine politische Laufbahn begann 1976 mit dem Eintritt in die Junge Union. Drei Jahre später kam er zur CSU. Als deren Kandidat zog er bei der Kommunalwahl im Frühjahr 1978 erstmals in den Stadtrat von Ichenhausen ein, war dort zunächst Sportreferent und stellvertretender Fraktionsvorsitzender und von 1984 bis 1990 Vorsitzender der CSU-Fraktion. Im Frühjahr 1990 wurde er zum Bürgermeister der Stadt Ichenhausen gewählt. Nach der Kommunalwahl 1996 wechselte er zum 1. Mai 1996 als Nachfolger von Georg Simnacher in das Amt des Landrats des Landkreises Günzburg. Sein Nachfolger als Landrat ist seit 1. April 2020 Hans Reichhart.
Hafner ist Vater von fünf Kindern und verheiratet mit Elisabeth Hafner.
2019 erhielt er die Bayerische Verfassungsmedaille in Silber.